# Saraiki
Saraiki (Arabisch: سرائیکی/ Gurmukhi: ਸਰਾਇਕੀ), manchmal auch Siraiki geschrieben, ist eine indoarische Sprache, die von 20 Millionen Menschen in Pakistan, Indien und teils auch in Afghanistan gesprochen wird. Zentren der Sprache sind die Städte Multan und Dera Ismail Khan. Saraiki bildet ein Dialektkontinuum mit dem Sindhi und Panjabi, welche viele Wörter aus dem Saraiki übernommen haben. Besonders der Wortschatz des Panjabi ist dem des Saraiki ähnlich. Jedoch hat Saraiki den Verlust der aspirierten Konsonanten und die Entwicklung der Töne im Panjabi nicht mitgemacht und ähnelt dadurch dem Hindi stärker.
Saraiki hat 16 Vokale und 48 Konsonanten.
Geschrieben wird Saraiki sowohl mit einem modifizierten persoarabischen Alphabet als auch in der Gurmukhi-Schrift, allerdings können die meisten Saraiki-Sprecher ihre Sprache weder lesen noch schreiben.